# 4-та армія (Німецька імперія)
Не варто плутати з 4-ю німецькою армією часів Другої світової війни
4-та а́рмія  (нім. 4. Armee) — польова армія Імперської армії Німеччини за часів Першої світової війни.

## Історія
4-та армія (4. Armee) була сформована 2 серпня 1914 року.

## Командування

### Командувачі
- генерал-полковник, з 1 серпня 1916 генерал-фельдмаршал Альбрехт Вюртемберзький (нім. Albrecht Herzog von Württemberg) (2 серпня 1914 — 25 лютого 1917);
- генерал від інфантерії Фрідріх Бертрам фон Армін (нім. Friedrich Bertram Sixt von Armin) (25 лютого 1917 — 28 січня 1919).